# المرشد الأعلى (لقب كوريا الشمالية)
القائد الأعلى لكوريا الشمالية (بالكورية: 최고령도자) هو مصطلح يشير إلى القيادة الوراثية الفعلية لحزب العمال الكوري، والدولة، والجيش الشعبي الكوري. يعتبر اللقب شرفيًا ويُمنح فقط بعد الوفاة في الحالتين الأوليين. على نطاق أوسع، يمكن أن يشير أيضًا إلى "نظام القائد الأعلى" (بالكورية: Suryeong-je)، الذي يُعرَّف على أنه "نظام يهدف إلى ضمان القيادة المستمرة من قبل القائد الأعلى عبر الأجيال". استخدمت دعاية كوريا الشمالية عناوين مختلفة يمكن ترجمتها من الكورية على أنها "القائد العظيم"، "القائد العزيز"، أو "القائد الأعلى".

## نظرة عامة
كان "القائد الأعلى" في البداية مصطلحًا يستخدم فقط للإشارة إلى كيم إل سونغ فقط وبعد وفاته. خلال حياته كان معروفًا بلقب "القائد العظيم" (بالكورية: 위대한 수령)، وهو لقب لا يزال يُنسب إليه حتى يومنا هذا. كان ابنه كيم جونغ إل معروفًا بلقب "القائد العزيز" (بالكورية: 친애하는 령도자) خلال حياته، وفقط بعد وفاته بدأ الإعلام الكوري الشمالي في مناداته "القائد الأعلى"، تماشياً مع تقليد والده. أما الحفيد كيم جونغ أون فقد تم مناداته لأول مرة "القائد الأعلى" في مقال صحفي كوري شمالي بتاريخ 3 أكتوبر 2020، مع تزايد استخدام اللقب منذ ذلك الحين، بما في ذلك في بعض الأحيان "القائد الأعلى العظيم". كان كيم جونغ أون هو الأول الذي تم مناداته "القائد الأعلى" بشكل متكرر أثناء حياته، وكان ذلك في سن الـ37. كان المقال الصحفي في 2020 جزءًا من التحضيرات الرسمية لتعيين كيم جونغ أون كأمين عام حزب العمال الكوري، أي قائد الحزب الوحيد في البلاد والموقع الأعلى للقيادة. منذ نوفمبر 2021 ذكرت وسائل الإعلام الكورية الجنوبية أن كيم جونغ أون يُلقب بـ"القائد الأعلى" (بالكورية: Suryeong) في كوريا الشمالية.

## القائمة
| م | الصورة                                                                | الاسم (تاريخ الميلاد–الوفاة)            | الألقاب                                                      | الفترة                         | مدة المنصب                                         | المساهمات الأيديولوجية                                              |
| - | --------------------------------------------------------------------- | --------------------------------------- | ------------------------------------------------------------ | ------------------------------ | -------------------------------------------------- | ------------------------------------------------------------------- |
| 1 |                                                                       | كيم إل سونغ 김일성 (1912–1994)          | رئيس مجلس الوزراء في جمهورية كوريا الديمقراطية الشعبية       | 9 سبتمبر 1948 – 28 ديسمبر 1972 | 9 سبتمبر 1948 — 8 يوليو 1994 (45 سنوات و302 أيام)  | جوتشي                                                               |
| 1 | رئيس حزب العمال الكوري                                                | كيم إل سونغ 김일성 (1912–1994)          | 24 يونيو 1949 – 12 أكتوبر 1966                               |                                | 9 سبتمبر 1948 — 8 يوليو 1994 (45 سنوات و302 أيام)  | جوتشي                                                               |
| 1 | الأمين العام لحزب العمال الكوري                                       | كيم إل سونغ 김일성 (1912–1994)          | 12 أكتوبر 1966 – 8 يوليو 1994                                |                                | 9 سبتمبر 1948 — 8 يوليو 1994 (45 سنوات و302 أيام)  | جوتشي                                                               |
| 1 | رئيس جمهورية كوريا الديمقراطية الشعبية                                | كيم إل سونغ 김일성 (1912–1994)          | 28 ديسمبر 1972 – 8 يوليو 1994                                |                                | 9 سبتمبر 1948 — 8 يوليو 1994 (45 سنوات و302 أيام)  | جوتشي                                                               |
| 2 |                                                                       | كيم جونغ إل 김정일 (1941–2011)          | رئيس مجلس الدفاع الوطني في جمهورية كوريا الديمقراطية الشعبية | 9 أبريل 1993 – 17 ديسمبر 2011  | 8 يوليو 1994 — 17 ديسمبر 2011 (17 سنوات و162 أيام) | أيديولوجية حزب العمال سونغون عشرة مبادئ لإنشاء نظام أيديولوجي متآلف |
| 2 | الأمين العام لحزب العمال الكوري                                       | كيم جونغ إل 김정일 (1941–2011)          | 8 أكتوبر 1997 – 17 ديسمبر 2011                               |                                | 8 يوليو 1994 — 17 ديسمبر 2011 (17 سنوات و162 أيام) | أيديولوجية حزب العمال سونغون عشرة مبادئ لإنشاء نظام أيديولوجي متآلف |
| 3 |                                                                       | كيم جونغ أون 김정은 (1982 أو 1983/1984) | الأمين الأول لحزب العمال الكوري                              | 11 أبريل 2012 – 9 مايو 2016    | 17 ديسمبر2011 — حتى الآن (13 سنوات و96 أيام)       | أيديولوجية حزب العمال بيونججين                                      |
| 3 | الرئيس الأول لمجلس الدفاع الوطني في جمهورية كوريا الديمقراطية الشعبية | كيم جونغ أون 김정은 (1982 أو 1983/1984) | 11 أبريل 2012 – 29 يونيو 2016                                |                                | 17 ديسمبر2011 — حتى الآن (13 سنوات و96 أيام)       | أيديولوجية حزب العمال بيونججين                                      |
| 3 | رئيس حزب العمال الكوري                                                | كيم جونغ أون 김정은 (1982 أو 1983/1984) | 9 مايو 2016 – 10 يناير 2021                                  |                                | 17 ديسمبر2011 — حتى الآن (13 سنوات و96 أيام)       | أيديولوجية حزب العمال بيونججين                                      |
| 3 | رئيس مجلس شؤون الدولة في جمهورية كوريا الديمقراطية الشعبية            | كيم جونغ أون 김정은 (1982 أو 1983/1984) | 29 يونيو 2016 – حتى الآن                                     |                                | 17 ديسمبر2011 — حتى الآن (13 سنوات و96 أيام)       | أيديولوجية حزب العمال بيونججين                                      |
| 3 | الأمين العام لحزب العمال الكوري                                       | كيم جونغ أون 김정은 (1982 أو 1983/1984) | 10 يناير 2021 – حتى الآن                                     |                                | 17 ديسمبر2011 — حتى الآن (13 سنوات و96 أيام)       | أيديولوجية حزب العمال بيونججين                                      |

- الخط الغليظ يشير إلى أعلى المناصب في حزب العمال الكوري، وهو الحزب السياسي الوحيد في كوريا الشمالية.